# Pawieł Najdionow
Pawieł Andriejewicz Najdionow (ros. Павел Андреевич Найдёнов, ur. 29 listopada?/12 grudnia 1905 w Jekaterynosławiu), zm. 27 marca 1967 w Chersoniu) – radziecki polityk i wojskowy, przewodniczący Komitetu Wykonawczego Rady Obwodowej w Dniepropetrowsku (1940-1944), I sekretarz Komitetu Obwodowego KP(b)U w Dniepropetrowsku (1944-1947).

## Życiorys
Od 1927 w WKP(b), 1929 sekretarz komitetu Komsomołu w fabryce metalurgicznej im. Kominternu w Dniepropetrowsku, 1931 technik wydziału ekonomii pracy w tej fabryce, słuchacz fakultetu robotniczego, 1931-1933 kursant szkoły młodszych pilotów w Woroszyłowgradzie (obecnie Ługańsk). 1933-1934 pilot instruktor moskiewskiego aerodromu, od 1934 do listopada 1937 zastępca szefa wydziału politycznego stanicy maszynowo-traktorowej, zastępca dyrektora stanicy ds. politycznych w obwodzie dniepropetrowskim, od listopada 1937 do lutego 1938 II sekretarz, a od lutego do czerwca 1938 I sekretarz rejonowego komitetu KP(b)U. Od czerwca 1938 do 1939 kierownik wydziału rolnego Komitetu Obwodowego KP(b)U w Dniepropetrowsku, od 1939 do 10 stycznia 1940 sekretarz Dniepropetrowskiego Komitetu Obwodowego KP(b)U ds. kadr, od 10 stycznia do 31 maja 1940 III sekretarz tego komitetu ds. kadr. Od czerwca 1940 do lutego 1944 przewodniczący Komitetu Wykonawczego Dniepropetrowskiej Rady Obwodowej, od września 1941 członek Grupy Operacyjnej Rady Wojskowej Frontu Południowego, od listopada 1941 do października 1943 członek Rady Wojskowej 37 Armii w stopniu pułkownika, od lutego 1944 do 21 listopada 1947 I sekretarz Komitetu Obwodowego KP(b)U w Dniepropetrowsku. 1948-1950 szef obwodowego zarządu przemysłu lekkiego we Lwowie, od października 1950 do marca 1950 zastępca przewodniczącego Komitetu Wykonawczego Lwowskiej Rady Obwodowej, od 1955 do lipca 1957 zastępca szefa zjednoczenia "Ukrhaz", od lipca 1957 do lutego 1960 zastępca przewodniczącego Komitetu Wykonawczego Rady Obwodowej w Chersoniu. Od lutego 1960 do 1962 zastępca przewodniczącego Sownarchozu Chersońskiego Ekonomicznego Rejonu Administracyjnego, od 1962 do śmierci dyrektor chersońskiego trustu.

## Odznaczenia
- Order Lenina (dwukrotnie)
- Order Czerwonego Sztandaru (1943)
- Order Wojny Ojczyźnianej I klasy (1945)